# Doelmolen
De Doelmolen is een voormalige korenmolen in de Noord-Hollandse stad Haarlem. De molen bevond zich in de Oude Stad, in de tegenwoordige buurt de Vijfhoek, en vlak bij de Raampoort op het tegenwoordige Wilsonsplein.

## Geschiedenis

### Eerste Doelmolen
De eerste Doelmolen werd voor 1581 gebouwd. Dit betrof een standerdmolen, die dienst deed als korenmolen. In 1688 werd de molen getekend op een kaart van Haarlem die was vervaardigd door Romeyn de Hooghe. Vóór 1744 is deze molen vervangen door de tweede Doelmolen.

### Tweede Doelmolen
De tweede Doelmolen werd voor 1744 gebouwd, evenals bij de Raampoort. Deze molen was een stellingmolen en stond op een 20 voet hoge zandwal.
Dhr. De Bell en Comp (Utrecht, 15 Maart 1750 - onbekend) zou de molen hebben hersteld en weer werking hebben gesteld. Zijn zoon Paulus de Bell en Comp werd mede eigenaar van de molen. In 1857 riep hij alle bakkers op om het graan te komen keuren.
Beide zonen van Paulus werden ook molenaar. Zoon Hendrik de Bell overleed in 1884. Zoon Paulus Marinus de Bell was in 1870 nog molenaar, in 1874 was hij katoendrukker geworden.
Op 16 januari 1867 verleenden B en W van Haarlem machtiging om de nodige maatregelen te treffen rondom de Raampoort. Het zogenaamde plan dat tot uitvoering zou worden gebracht was het aanleggen van een nieuwe vaste rijbrug over de Raamsingel, de Raambrug. Deze brug moest de westelijke stadsrand verbinden met de gronden ten zuiden van de stad. Gelijk zou, in samenwerking met stadstuin-architect J.D. Zocher, een wandelroute worden verwezenlijkt. 
De molen stond vlak naast de portierswoning en de Raampoort. De kleine houten brug die de overzijde van de Stadsbuitensingel met de stad verbond voldeed niet meer door de komst van steeds meer rijtuigen. Om de nieuwe brug aan te leggen wandelroute aan te leggen, werden zij alle in 1870 gesloopt.
De onteigening van de molen vormde geen probleem, omdat het recht van opstal in april 1870 zou eindigen en niet werd verlengd. Molenaar J. van der Snel werd in staat gesteld om zijn werk verder kosteloos te kunnen voortzetten, mits de molen voor 1 november 1870 zou zijn weggeruimd. Hij bracht zijn molen op 18 juni 1870 in publieke veiling. Bernardus Zuithof, aannemer in werken, werd voor ƒ 600 de nieuwe eigenaar en sloopte de molen direct.
De zandwal waar de molen op had gestaan werd afgegraven en naar de noordelijke bolwerken gebracht, zodat het kon worden hergebruikt voor het landschap aldaar.